# Силин, Дмитрий Александрович
Дми́трий Алекса́ндрович Си́лин (9 июля 1967, Ленинград) — советский и российский футболист, нападающий.

## Карьера
Родился в Ленинграде. Занимался в заводском спортклубе «Волна» у тренера Виктора Андреевича Чуева. Начал играть в 1984 году в «Динамо» (Ленинград), откуда перешёл в «Локомотив» (Ленинград), где играл до 1988 года. С 1988 по 1990 год служил в армии. В 1990 году вернулся в «Локомотив», где провёл три сезона.
В конце 1992 года перешёл в калининградскую «Балтику», которая выступала в первой лиге. В первом сезон провёл 39 игр и забил 12 голов и стал лучшим бомбардиром клуба. Играл на месте полузащитника. На следующий год, забив 35 голов, стал лучшим бомбардиром первой лиги. По итогам 1995 года «Балтика» вышла в высшую лигу, Силин забил 14 голов и стал вторым бомбардиром в команде после Сергея Булатова, который с 28 голами стал лучшим бомбардиром первой лиги.
В 1996 году в высшей лиге Силин забил 5 голов. Первый гол забил 20 апреля в 8 туре на стадионе «Петровском» «Зениту». В 1997 году был переведён из нападающих в полузащитники и за 31 игру забил 2 гола. В 1998 году «Балтика» заняла 15 место и отправилась в первый дивизион. Силин, забив 6 мячей, также как и Андрей Федьков, стал лучшим бомбардиром команды. В 1999 году забил три гола. В 2000 году стал лучшим бомбардиром команды, забив 7 голов. В 2001 году клуб отказалась от услуг Силина по инициативе президента клуба Дмитрия Чепеля.
Силин вернулся в Санкт-Петербург, где вместе с «Динамо», выступающим во второй лиге, забил 12 мячей. В 2002 году начал выступления за «Динамо» (Брянск) во второй лиге. Забил 5 голов. Остаток сезона провёл в ФК «Спартак» Луховицы, где сыграл 9 матчей и после сезона завершил карьеру игрока.

## Достижения
- Победитель первого дивизиона Чемпионата России (1 раз) : 1995
- Бронзовый призёр первого дивизиона Чемпионата России (1 раз) : 1994